# 홍콩 성시 대학

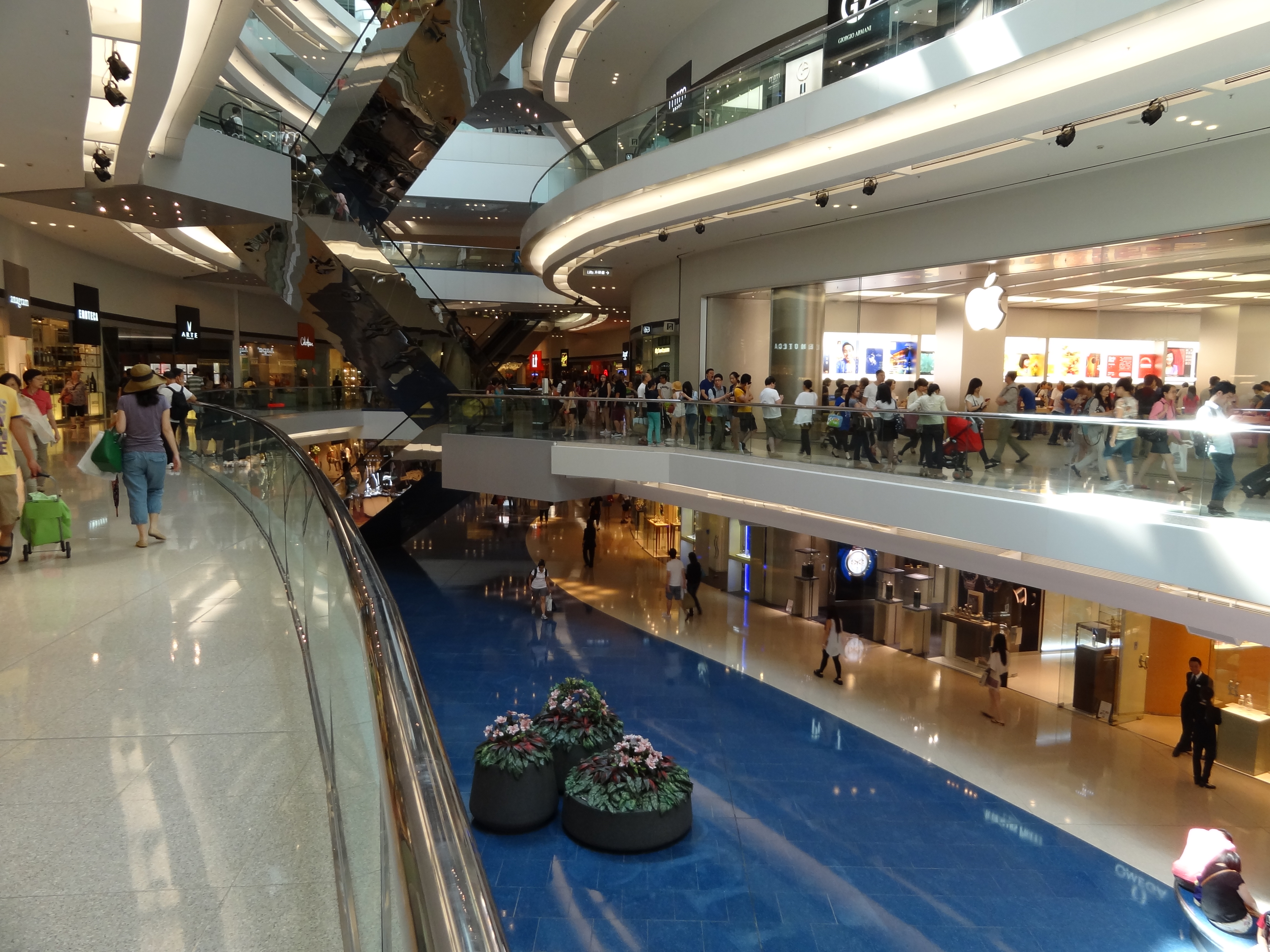
홍콩성시대학 앞 페스티벌 워크 쇼핑몰

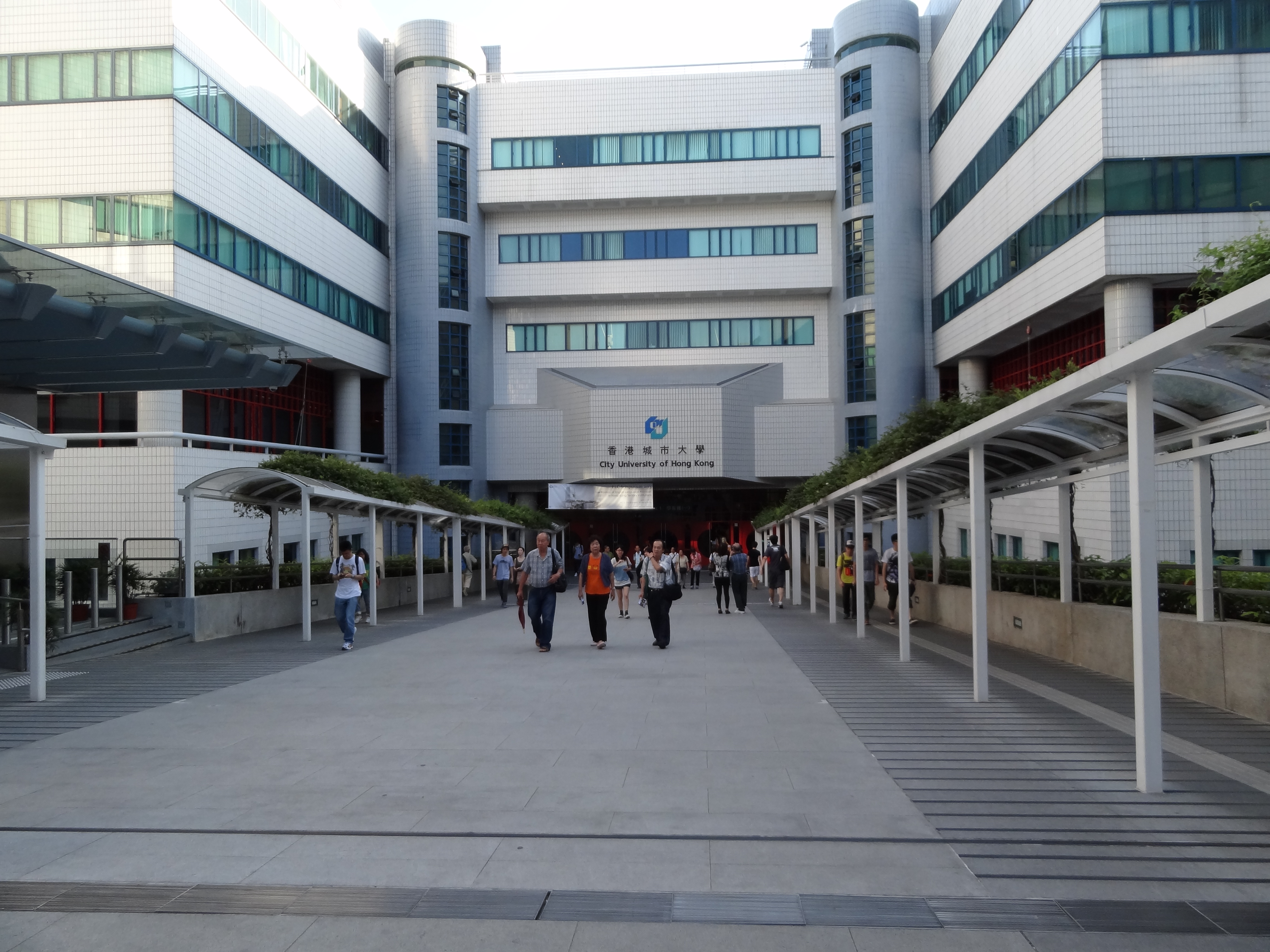
홍콩성시대학 입구 (아카데믹 1)

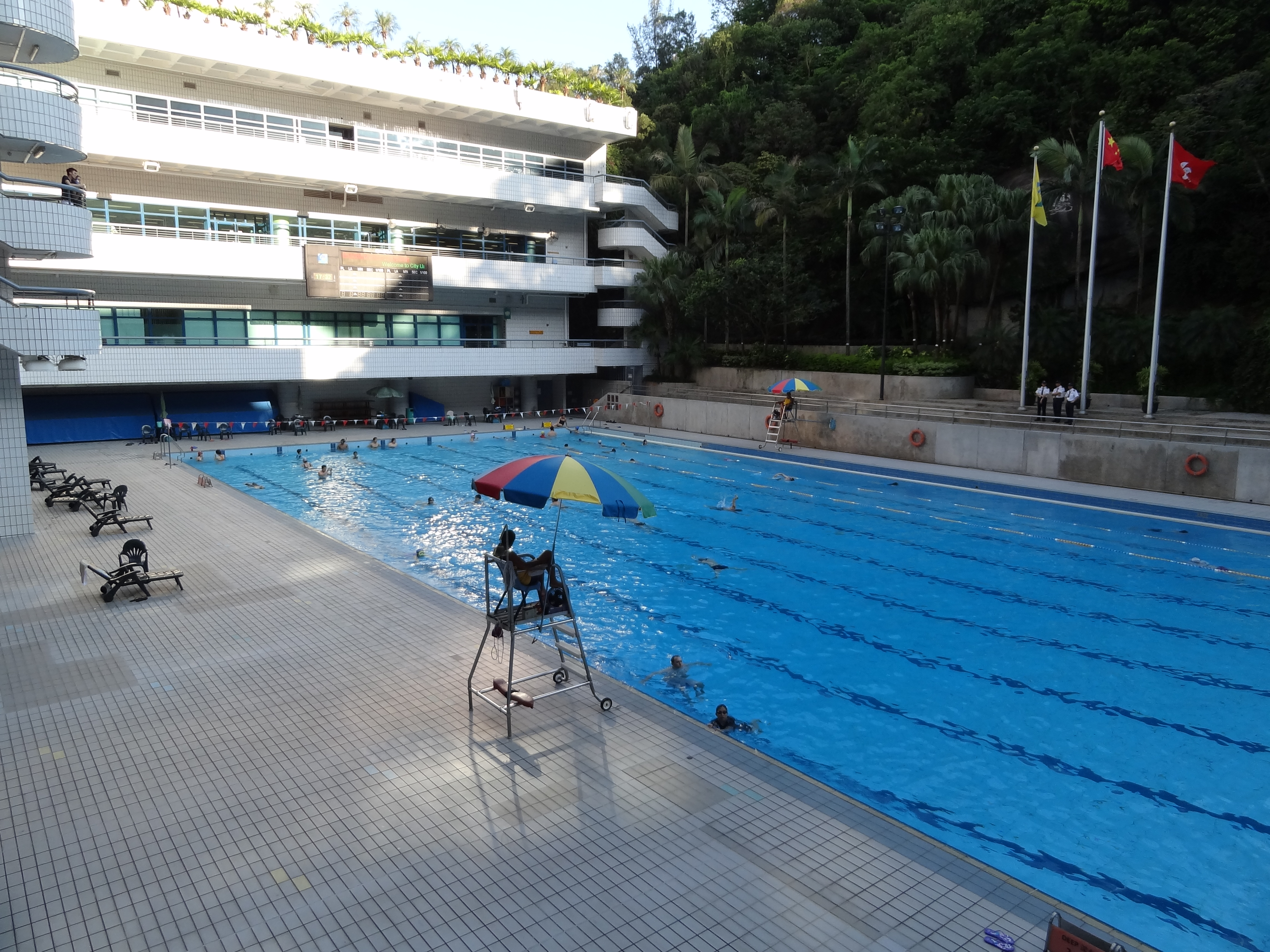
수영장

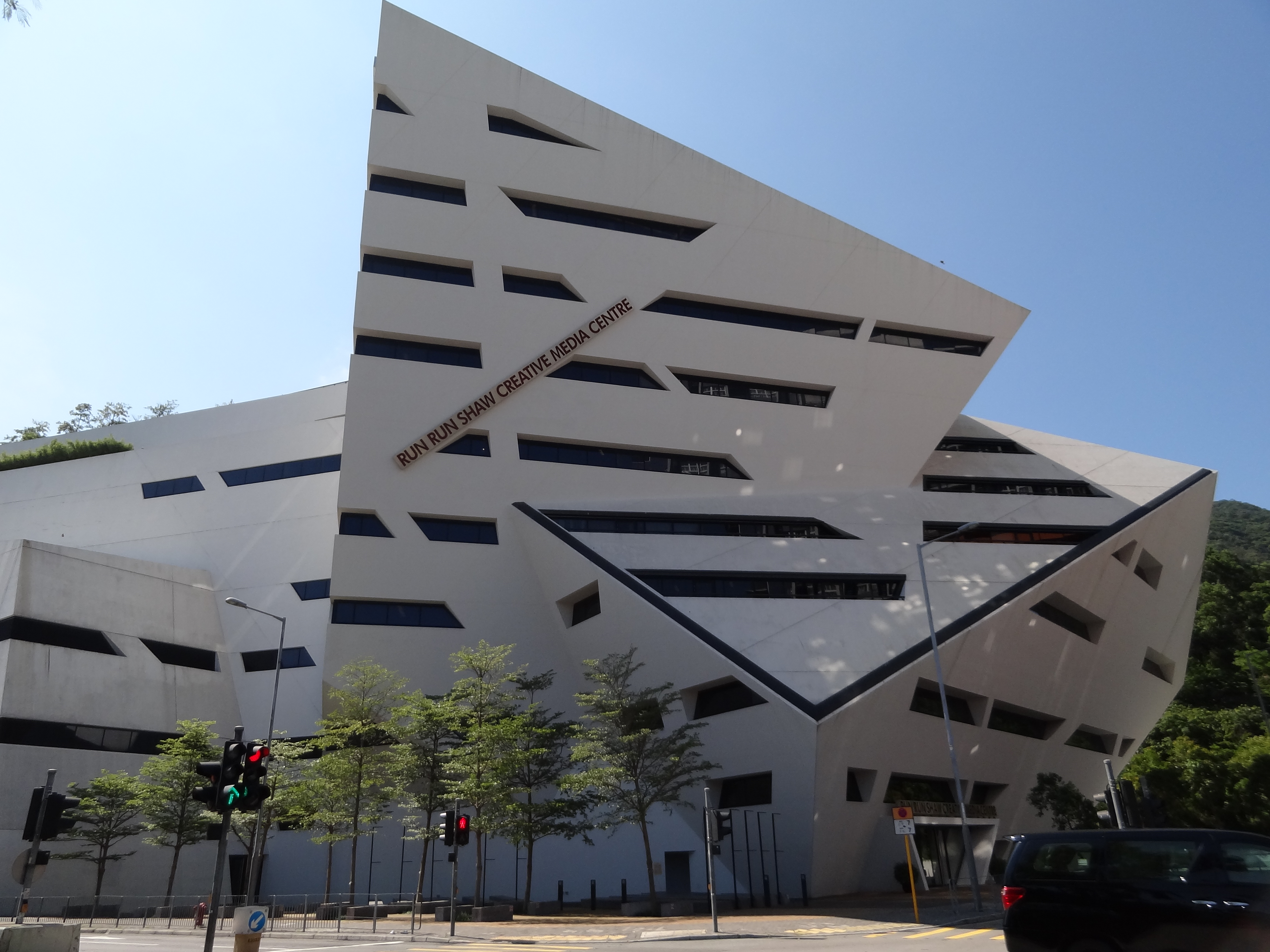
런런 쇼 크리에이티브 미디어 센터

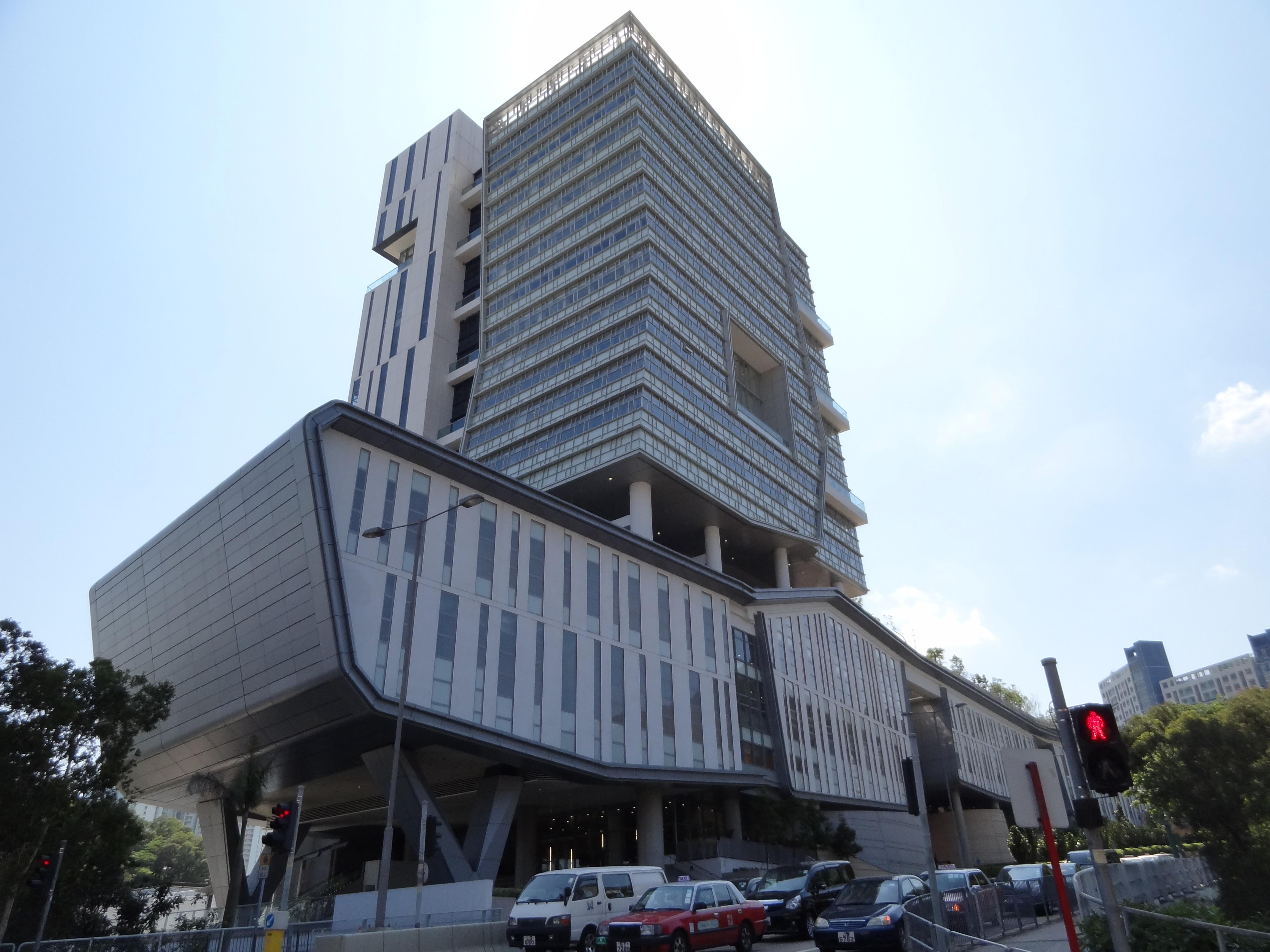
아카데믹 3

홍콩성시대학(영어: City University of Hong Kong; CityU HK, 중국어: 香港城市大學) 또는 홍콩시립대학은 홍콩에 위치한 연구 중심의 세계 명문 국립대학이다.
1984년에 홍콩성시이공대학(City Polytechnic of Hong Kong, 香港城市理工大學)으로 설립되었으며, 1994년에 종합 대학으로 인가를 받아 현재의 교명인 홍콩성시대학으로 변경하였다.
총장은 ‘존 리’, 표어는 '책임과 공동체 의식'(敬業樂群, Officium et Civitas)이다. 50개 이상의 학사 과정 프로그램을 제공하며 경영학, 인문사회과학, 과학과 공학, 방송매체학, 에너지와 환경학, 수의학, 그리고 법학 등이 있다. 대학원 과정은 저우예칭 대학원을 통해 이루어진다. 또한 홍콩 성시 대학 부설 사회교육원인 지속직업교육학교(SCOPE)는 전문직을 위한 수준 높은 평생 교육을 제공한다. 전문 교육과 학술 연구에서 선두적인 세계 최상의 중추가 되려는 목표를 가지고 홍콩 성시 대학은 모든 분야에 걸쳐 고속 성장을 하고 있으며, 짧은 기간 안에 홍콩에서 유명한 4개의 대학 중 하나가 되었다.
홍콩성시대학은 QS 세계 대학 순위에서 발표하는 순위에서 세계 48위를 차지하였다. 홍콩성시대학 경영대학은 국제경영대학발전협의회 AACSB 인증과 유럽경영대학협의회 EQUIS 인증, MBA협회의 AMBA 인증을 모두 받았으며, 경영대학 연구 성과 순위 세계 37위, 아시아 2위를 차지하는 등 홍콩성시대학의 교수진은 세계적인 수준으로 평가받고 있다.
홍콩성시대학은 세계의 대학들과의 교류가 활발하며 컬럼비아 대학교 등과 복수학위 제도를 운영하고 있고, 대한민국의 서울대학교, 연세대학교 및 한국과학기술원(KAIST), 서강대학교 등과 학생교류를 하고 있다.

## 역사
홍콩성시대학의 역사는 1972년에 홍콩 이공학원이 세워진 뒤부터 있었던 두 번째 공과대학을 세우고자 하는 움직임에서부터 시작한다. 1984년 10월 8일 홍콩성시이공대학이 문을 열었으며 480명의 정규 학생들과 680명의 시간제 학생들이 입학했다. 1994년에는 종합 대학 인가를 받고 오늘날의 이름인 홍콩성시대학으로 이름을 바꾸었다.

## 캠퍼스
홍콩성시대학은 탓치 가(Tat Chee Avenue)에 위치해있으며, MTR 가우룽통 역(동철선 / 군통 선)과 페스티벌 워크 백화점과 가까이 있다. 아카데믹 1과 아카데믹 2, 칭강악루(Amenities Building), 몽만와이(Mong Man-wai Building), 퐁윤와(Fong Yun-wah Building), 청익치(Cheng Yick-chi Building)와 학술교류빌딩(Academic Exchange Building), 후파쾅 스포츠 센터(Hu Fa Kwang Sports Centre), 두개의 상급 직원 구역(남산위안, 더츠위안), 런런 쇼 크리에이티브 미디어 센터(Run Run Shaw Creative Media Centre), 그리고 학생기숙사를 포함한 캠퍼스의 면적은 15.6 헥타르이다.

### 아카데믹 1
아카데믹 1을 포함한 홍콩성시대학의 초기 건물들은 국제 디자인 대회에서 우승한 퍼시 토머스 파트너십과 앨런 피치, W. N. 충이 디자인했다. 시공의 첫 단계는 1990년에 끝났으며 학생을 2만 명까지 수용할 수 있도록 한 두 번째 단계는 1993년에 끝났다. 건물들은 공항 높이 제한 때문에 낮게 지어졌다.

## 조직[4]

### 학부 구성
- 경영대학
- 교양사회과학대학
- 과학공학대학 보관됨 2013-07-24 - 웨이백 머신
- 영상매체대학
- 법학전문대학
- 에너지환경대학
- 수의학전문대학
- 저우예칭 대학원 보관됨 2013-06-18 - 웨이백 머신

### 연구소[5]
- 국가중점연구소
  - 밀리파 국가중점연구소
  - 해양오염 국가중점연구소 보관됨 2018-01-20 - 웨이백 머신

- 학교 연구소
  - 초금강석 및 선진박막연구소
  - 리우볘주 수학과연구소
  - 멀티미디어 소프트웨어공학연구소
  - 사법교육연구소
  - 고등연구원

- 대학 연구소
  - 응용컴퓨터과학 및 인터랙티브미디어연구소
  - 복잡계 네트워크연구소
  - 중국범 및 비교법학연구소
  - 커뮤니케이션연구소
  - 기능광학연구소
  - 가이 카펜터 아시아태평양 기후영향연구소
  - 할리데이 언어학 지능응용연구소
  - 동남아시아연구소
  - 선진구조재료학연구소 보관됨 2018-01-08 - 웨이백 머신
  - 시스템정보공학연구소 보관됨 2018-01-03 - 웨이백 머신
  - 기능 R&D 에너지연구소
  - 소셜미디어 및 비즈니스 인텔리전스연구소
  - 생물계 및 신경과학 나노기술연구소
  - 로봇학 및 자동화연구소
  - 동아시아철학 및 비교철학연구소
  - 일대일로연구소

- 응용전략개발연구소
  - 반도체 패키징 및 고장분석 신뢰성공학연구소
  - 인터넷 및 멀티미디어기술 혁신응용연구소
  - 스마트에너지전환 및 활성화연구소
  - 홍콩 지속가능연구소
  - 홍콩 해사 및 운수법연구소 보관됨 2018-01-20 - 웨이백 머신
  - 국제인터넷금융연구소 보관됨 2018-01-06 - 웨이백 머신
  - 응용 원헬스 연구 및 정책조언연구소
  - 선진원자력안전 및 지속가능발전연구소

## 교환학생 파트너[6]
2018년 1월 18일 기준

### 아시아
| 국가       | 대학 |
| ---------- | --- |
| 인도       | 인도 공과대학교 델리 |
| 일본       | 아오야마 가쿠인 대학 주오 대학 히로시마 대학 홋카이도 대학 게이오기주쿠 대학 나고야 대학 조치 대학 도호쿠 대학 와세다 대학  |
| 말레이시아 | 말라야 대학교 말레이시아 과학대학교                                                                                         |
| 싱가포르   | 난양 이공대학 싱가포르 국립 대학 싱가포르 기술 디자인 대학                                                                  |
| 대한민국   | 중앙대학교 이화여자대학교 한국과학기술원 고려대학교 포항공과대학교 서울대학교 경희대학교 서강대학교 성균관대학교 연세대학교 |
| 중화민국   | 국립 교통 대학교 국립 정치 대학교 국립 칭화 대학교 국립 타이완 대학교                                                       |
| 태국       | 쭐랄롱꼰 대학교 |
| 이스라엘   | 예루살렘 히브리 대학교 테크니온                                                                                             |

### 북아메리카
| 국가   | 대학 |
| ------ | --- |
| 미국   | 아메리칸 대학교 카네기 멜런 대학교 클락슨 대학교 드렉셀 대학교 포덤 대학교 조지 메이슨 대학교 아이오와 주립 대학교 미시간 주립 대학교 노스이스턴 대학교 퍼듀 대학교 시러큐스 대학교 텍사스 A&M 국제대학교 스토니브룩 대학교 애리조나 대학교 텍사스 대학교 댈러스 노스캐롤라이나 대학교 애시빌 테네시 대학교 녹스빌 버몬트 대학교 콜로라도 대학교 볼더 하와이 대학교 힐로 매사추세츠 대학교 다트머스 뉴햄프셔 대학교 오클라호마 대학교 사우스캐롤라이나 대학교 위스콘신 대학교 라크로스 버지니아 폴리테크닉 주립 대학교 워싱턴 주립 대학교 |
| 캐나다 | 브록 대학교 콘코디아 대학교 휴런 유니버시티 칼리지 마운트앨리슨 대학교 맥길 대학교 사이먼 프레이저 대학교 웨스턴온타리오 대학교 매니토바 대학교 캘거리 대학교 워털루 대학교 |
| 멕시코 | 몬테레이 공과대학교 |

### 오세아니아
| 국가           | 대학 |
| -------------- | --- |
| 오스트레일리아 | 커튼 공과대학교 그리피스 대학교 라 트로브 대학교 모나시 대학교 퀸즐랜드 공과대학교 로열 멜버른 공과대학교 서든크로스 대학교 오스트레일리아 국립 대학교 웨스턴오스트레일리아 대학교 뉴사우스웨일스 대학교 태즈메이니아 대학교 시드니 과학기술대학교 웨스턴시드니 대학교 |
| 뉴질랜드       | 웰링턴 빅토리아 대학교 오클랜드 대학교 |

### 유럽
| 국가       | 대학 |
| ---------- | --- |
| 오스트리아 | 빈 대학교 |
| 벨기에     | 안트베르펜 대학교 |
| 크로아티아 | 자그레브 대학교 |
| 덴마크     | 코펜하겐 대학교 오르후스 대학교 |
| 프랑스     | 파리 정치 대학 파리 낭테르 대학교 팡테옹 소르본 대학교 |
| 독일       | 튀빙겐 대학교 카를스루에 공과대학교 카를스루에 응용과학대학교 뮌헨 공과대학교 바이로이트 대학교                                                                                                   |
| 헝가리     | 외트뵈시 로란드 대학교 |
| 아일랜드   | 트리니티 칼리지 유니버시티 칼리지 더블린 |
| 이탈리아   | 볼로냐 대학교 로마 라 사피엔차 대학교 |
| 리투아니아 | 빌뉴스 대학교 |
| 노르웨이   | 오슬로 대학교 |
| 폴란드     | 바르샤바 경제대학교 |
| 루마니아   | 부쿠레슈티 대학교 |
| 러시아     | 국립 상트페테르부르크 대학교 |
| 스페인     | 바르셀로나 자치 대학교 마드리드 자치 대학교 바르셀로나 대학교 |
| 스웨덴     | 린셰핑 대학교 스톡홀름 대학교 웁살라 대학교 |
| 스위스     | 베른 대학교 제네바 대학교 로잔 대학교 취리히 대학교 |
| 네덜란드   | 레이던 대학교 마스트리흐트 대학교 네이메헌 라트바우트 대학교 암스테르담 대학교 흐로닝언 대학교 암스테르담 자유 대학교                                                                             |
| 튀르키예   | 빌켄트 대학교 보아지치 대학교 |
| 영국       | 랭커스터 대학교 애버딘 대학교 던디 대학교 이스트앵글리아 대학교 리즈 대학교 뉴캐슬 대학교 리버풀 대학교 로팅엄 대학교 레딩 대학교 셰필드 대학교 스털링 대학교 스트래스클라이드 대학교 요크 대학교 |

## 명성과 순위

### 순위
| 기관                                           | 아시아 순위 | 세계 순위 |
| ---------------------------------------------- | ----------- | --------- |
| QS 세계 대학 순위 (2018년)                     | 8           | 49        |
| 타임스 고등교육 세계 대학 평가 (2018년)        | 14          | 119       |
| U.S. 뉴스 & 월드 리포트 - 경영·경제학 (2018년) | 2           | 41        |
| U.S. 뉴스 & 월드 리포트 - 공학 (2018년)        | 8           | 16        |
| U.S. 뉴스 & 월드 리포트- 컴퓨터과학 (2018년)   | 6           | 12        |

## 같이 보기
- 홍콩